# Kościół św. Praksedy w Dokudowie Pierwszym
Kościół św. Praksedy – rzymskokatolicki kościół w Dokudowie Pierwszym, wzniesiony w latach 1928-1932 jako cerkiew neounicka.

## Historia

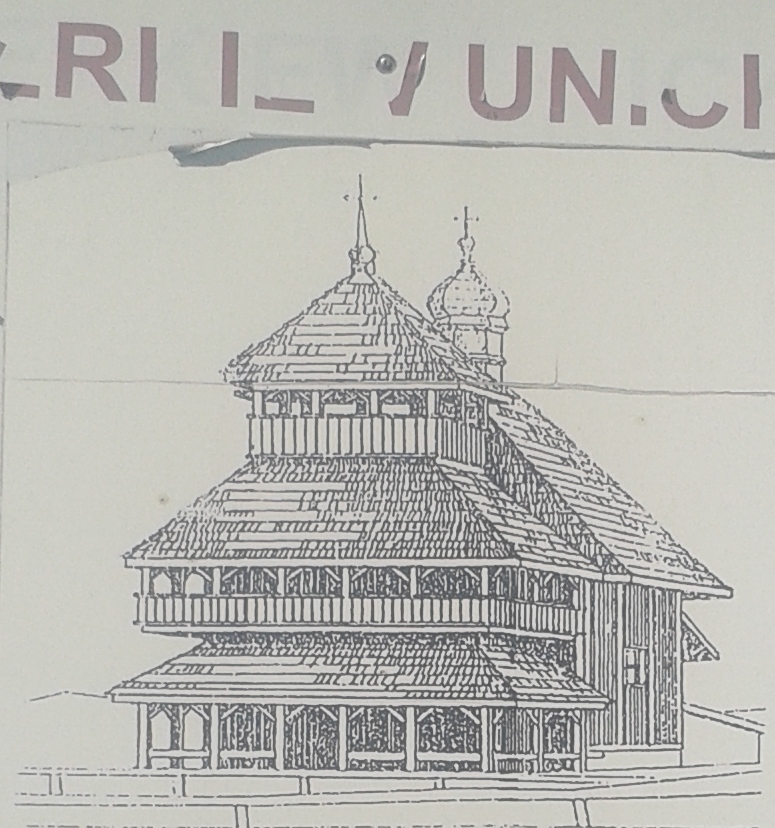
Unicka cerkiew w Dokudowie ufundowana w 1692 przez Radziwiłłów bialskich

W Dokudowie (określanym w dokumentach także jako Dokudowo lub Lewkowo) w 1580 został przez Bohowitynów ufundowany prawosławny klasztor. Moment jego likwidacji i przyjęcia unii brzeskiej przez miejscowych wyznawców prawosławia nie jest znany. Do unickiej świątyni parafialnej przeniesiono utensylia liturgiczne i inne elementy wyposażenia z nieistniejącego już monasteru. Kolejną świątynię w Dokudowie, także unicką, ufundował we wsi w 1692 Karol Stanisław Radziwiłł. W 1875, wskutek likwidacji unickiej diecezji chełmskiej, dokudowska parafia przeszła do Rosyjskiego Kościoła Prawosławnego. XVII-wieczna cerkiew spłonęła całkowicie w 1915. Po tej dacie parafii prawosławnej nie restytuowano. W latach 1928–1932 wzniesiono natomiast we wsi świątynię neounicką. W takim charakterze budynek sakralny funkcjonował do 1947, gdy został przekazany parafii obrządku łacińskiego, jednak remont generalny i pełna adaptacja obiektu do potrzeb nowego rytu została przeprowadzona dopiero w latach 1979-1981. Po jej zakończeniu ikonostas z Dokudowa przekazano cerkwi prawosławnej w Terespolu.

## Architektura
Dawna cerkiew w Dokudowie jest budowlą drewnianą, konstrukcji wieńcowej, szalowaną, orientowaną, trójdzielną. Jedyna nawa kościelna jest prostokątna, trójprzęsłowa, przedsionek również wzniesiono na planie prostokąta. Prezbiterium wzniesiono natomiast na rzucie trapezoidalnym, przylega do niego zakrystia. Wnętrze świątyni kryje strop, w nawie kasetonowy. Na ścianach nawy wewnątrz budynku znajdują się rzędy pilastrów z opaskami naśladującymi arkady. Od zachodu zlokalizowany jest chór muzyczny. Dachy nad wszystkimi częściami kościoła są dwuspadowe.
Najstarszym elementem wyposażenia obiektu jest XVIII-wieczna rokokowa monstrancja oraz barokowy ornat z w. XVII. Ołtarz główny oraz dwa ołtarze boczne powstały po roku 1930, natomiast z końca XIX w. pochodzą krzyż ołtarzowy i patena, która przetrwała z wyposażenia dokudowskiej cerkwi prawosławnej.